# Graba'

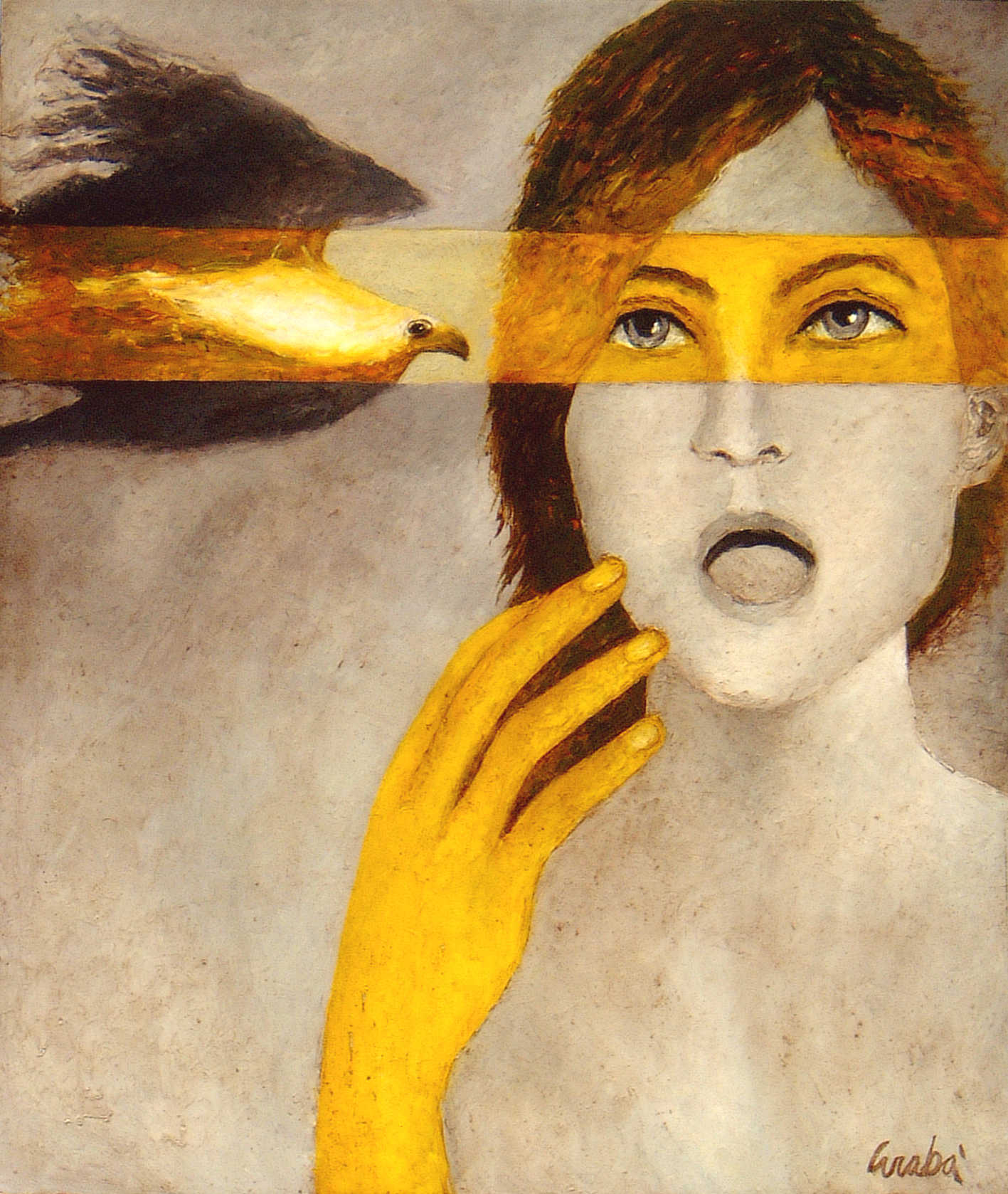
Schilderij uit La Divina Commedia, Inferno canto 17

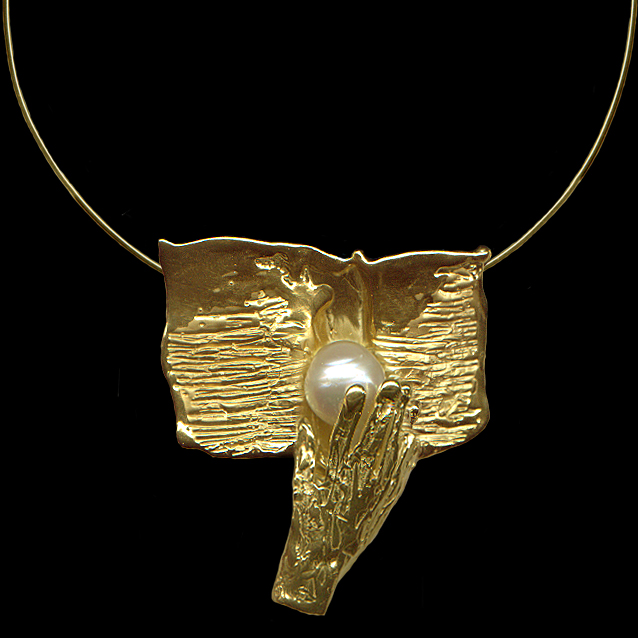
Juweel uit Paradise Lost

Ignace De Graeve (Gent, 24 september 1940 – Brugge, 17 januari 2016) was een Belgisch kunstenaar die onder de naam Graba' verschillende vormen van kunst produceerde, voornamelijk schilderijen en juwelen.

## Biografie
Graba' genoot een zeer eclectische opleiding: geschiedenis en sierkunsten (Gent) en audiovisuele media (Parijs). Hij was acht jaar criticus bij de Belgische Radio en Televisie (uitzendingen over vergelijkende discografie) en gaf in heel wat Belgische steden referaten over "muziek beluisteren". Hij leidde vijf jaar een internationaal designbureau en gaf talrijke instellingen, verenigingen en bedrijven een nieuwe grafische huisstijl. Als artistiek directeur van "Language of Forms" was hij verantwoordelijk voor de realisatie van het Belgisch paviljoen op de wereldtentoonstelling van 1985 in Tsukuba, van het Flanders Hotel te Gent, van de Flanders Nippon Golf in Hasselt, van het Markiesgebouw in Brussel en gebouwen in Hongkong en Singapore. Hij woonde sinds 1979 in Parijs en werkte in Frankrijk, België en Portugal.

## Werk
Graba' werkte, voor zijn schilderijen en juwelen, in cycli. Hij liet zich inspireren door zowel Oosterse als Westerse thema's. Graba' wilde choqueren door figuratief te schilderen, een "new old master" zijn.
Zijn schilderijen maakte hij op grote houten panelen met een schildertechniek in meerdere lagen die als glacis worden gebruikt en een effect van doorzichtigheid geven.
Zijn juwelen werden gerealiseerd met de verloren-was techniek.  Na het centrifugaal gieten (in 750/1000 goud) ontstaat daardoor een juweel dat steeds een uniek exemplaar is. Meestal wordt in het juweel ook een barokke parel opgenomen.

## Cycli/Tentoonstellingen
- 1976 - De tuin der lusten (inspiratie: het drieluik Tuin der Lusten van Jheronimus Bosch), Latems Museum voor Moderne Kunst in Sint-Martens-Latem
- 1976 - Het licht en zijn geheimen (inspiratie: de 12 uren van de dag), Latems Museum voor Moderne Kunst in Sint-Martens-Latem
- 1977 - De mystiek van de islam (inspiratie: de Islamgodsdienst), Zeister Slot in Zeist, Egmont Paleis in Brussel, Gallérie Etienne de Causans in Parijs, Art Museum of Teheran
- 1978 - Tantra (inspiratie: de Tantrarituelen), Galerij Interlit in Brussel
- 1978 - De schilder en zijn model, La Reserve in Knokke
- 1979 - Apocalyps (inspiratie: het boek Openbaringen), Stadsschouwburg van Kortrijk, Museum Nardowe - National Museum in Warschau, Musée des Beaux-arts in Straatsburg, Palau de la Virreina in Barcelona
- 1980 - La conference des oiseaux  (inspiratie: het gelijknamig gedicht van de Perzische Soefi Farīd ud-Dīn Attār) (Juwelen), Pascal Morabito op de Champs Elysées in Parijs, Mähler-Besse & Co in Antwerpen (groepstentoonstelling met Remy Cornelissen, Graba', Octave Landuyt, Hubert Minnebo, Robert Vandereycken, Jef Van Tuerenhout, José Vermeersch), Casino, Knokke, International Gold Corporation, Le Louvre des Antiquaires,  Parijs
- 1981 - Levensboom (inspiratie: de Levensboom uit het boek Genesis), Casino van Knokke, Renheide Collection in Leende
- 1981- De visioenen van de nacht, Galerie Sfinks in Antwerpen, Galerij Harmagedon in Kortrijk
- 1982 - The new genji (inspiratie: de Japanse roman Het verhaal van prins Genji), Casino van Chaudfontaine, Galerie Gertrude Van Dyck in Brussel, Hillman Collection in Duitsland
- 1983 - De duizend ogen van het water, A.W.W. in Antwerpen
- 1984 - The language of forms (juwelen) – De geboorte (tekeningen), Galerij Harmagedon in Kortrijk
- 1985 - De vijf seizoenen, Galerij Harmagedon in Kortrijk
- 1987 - Genesis I (inspiratie: het boek Genesis), Galerij Ladeuze in Maarkedal, Galerij Harmagedon in Kortrijk
- 1988 – Men in the mirror (inspiratie: een aantal schilderijen van Rembrandt van Rijn), Private collectie van de kunstenaar
- 1989 - Genesis II, Atelier van de kunstenaar in Parijs
- 1991 - Emotions in motion I, Galerij Harmagedon in Kortrijk, Morton & Graham Art Gallery in Santa Monica
- 1993 - Emotins in motion II, Tresors et Tresors d'Art, (Fine Art Fair for Asia) in the World Trade Centre in Singapore
- 1994 - Kathedralen, Casa Cor Gallery in Cascais (Lisboa), Buschlen Mowatt Gallery in Vancouver
- 1996 - Les fleurs du mal (inspiratie: de dichtbundel Les Fleurs du mal van Charles Baudelaire), Galerij Harmagedon in Kortrijk, Première Gallery in Parijs, Richard May Gallery in Chicago, Buschlen Mowatt Gallery in Vancouver
- 1998 - The black paintings (inspiratie: de reeks Zwarte Schilderijen van Francisco Goya), Atelier van de kunstenaar in Parijs
- 1999 - Landschappen, Studio Tentoonstelling, Atelier van de kunstenaar in Parijs
- 2003 - La divina commedia (inspiratie: het epos De goddelijke komedie van Dante Alighieri), Kunsthal Sint-Pietersadbij in Gent
- 2004 - Ulysses (inspiratie: de roman Ulysses van James Joyce), Cyclus nog niet volledig afgewerkt
- 2007 - Paradise lost (inspiratie: het episch gedicht Paradijs Verloren van John Milton) (Juwelen), Galerij Harmagedon in Kortrijk
- 2008 – Graba' in residence, Ambassade van België in Kopenhagen
- 2009 – a Man of answers...? (inspiratie: confrontatie van hedendaagse levensvragen met de historische Iēshoua’ van Nazareth), Sint-Baafskathedraal in Gent

## Publicaties
Graba’ was steeds nauw betrokken bij de realisatie van de monografieën en DVD’s die zijn werk begeleiden.

### Monografieën
- 1976 De Tuin der Lusten, Safi Genève
- 1976 Het Licht en zijn Geheimen, Safi Genève
- 1977 De Mystiek van de Islam, Safi Genève
- 1978 Tantra, Safi Genève
- 1978 De Schilder en zijn Model, Safi Genève
- 1980 La Conférence des Oiseaux, Editions du Temple, Paris
- 1982 The New Genji, LOF Amsterdam
- 1984 De Geboorte, uitg. Decorte, Gent
- 2003 La Divina Commedia, LOF Brussel

### DVD’s
- 2003 La Divina Commedia, LOF Brussel
- 2007 Paradise Lost, LOF Brussel